# Edward Young
Edward Young (1681, batizado em 6 de julho de 1683 - Welwyn, Hertfordshire, 5 de abril de 1765) foi um poeta inglês, filho do pastor Edward Young, deão da Salisbúria.

## Biografia
Foi batizado no dia 3 de julho do ano do seu nascimento, 1683, no Hampshire (Upham). 
Antes de dar largas à sua veia poética, estudou no Winchester College e optou pelo estudo de Direito no New College de Oxford. A partir de 1730, passou a exercer um cargo eclesiástico (chegando a possuir a dignidade episcopal) em Welwyn (Hertfordshire), após ter enveredado, sem sucesso, pela carreira política. No seguinte ano, casou com Elizabeth Lee, filha do primeiro duque de Lichfield.

A sua produção literária conhecida – que inclui obras em género de poesia, tragédia, ensaio e sátira – inclui The Last Day (1713), Busistris (1719), The Revenge (1721), The Universal Passion ou The Love of Fame (1725/1728), The Instalment (1726), An Apology for Punch (1729), The Complaint, or the Night Thoughts on Life, Death and Immortality (entre 1741 e 1745) e Conjetures on Original Composition (1759). As suas últimas obras promoveram o individualismo e a introspeção, assim como o pensamento sobre o papel que desempenham a religião e o raciocínio na observação que o Homem faz do Universo. Faleceu a 5 de abril de 1765, em Welwyn, Hertfordshire.
A peça de teatro A vingança do Doutor Young, de 1721, foi traduzida para português em 1786, por Vicente Carlos de Oliveira.

## Carreira clerical
Young was forty-seven when he took holy orders. Foi reportado que o autor de Night–Thoughts não era, nos seus primeiros dias, "o ornamento da religião e da moralidade que mais tarde se tornou", e as suas amizades com o Duque de Wharton e com Dodington não melhoraram a sua reputação. Uma declaração atribuída a Alexander Pope é que: "Ele tinha muito de um gênio sublime, embora sem bom senso; de modo que seu gênio, não tendo guia, estava perpetuamente sujeito a degenerar em bombástico." Isto fez dele um jovem tolo, o desporto de pares e poetas.